# Anthony Obert
Anthony Obert (Chamonix-Mont-Blanc, 6 dicembre 1985) è un ex sciatore alpino francese, specialista di slalom gigante e slalom speciale.

## Biografia
Attivo in gare FIS dal gennaio 2001, Obert in Coppa Europa ha esordito il 22 gennaio 2005 a La Plagne in slalom speciale (51º) e ha conquistato il primo podio il 9 novembre 2007, classificandosi al 2º posto nello slalom speciale indoor di Landgraaf. Esattamente un mese dopo ha esordito in Coppa del Mondo, nello slalom speciale di Bad Kleinkirchheim, senza concludere la prima manche.
Il 7 marzo 2010 ha colto a Platak in slalom speciale la sua unica vittoria, nonché ultimo podio, in Coppa Europa e alla fine di quella stagione 2009-2010 è risultato secondo nella classifica generale del trofeo continentale, battuto solo dalla svizzero Christian Spescha. La sua ultima gara in Coppa del Mondo è stato lo slalom speciale di Wengen del 19 gennaio 2014, che non ha completato, e l'ultima gara della sua attività agonistica è stato lo slalom speciale FIS disputato a La Molina il 7 aprile seguente, chiuso da Obert al 4º posto. In carriera non ha preso parte né a rassegne olimpiche né iridate.

## Palmarès

### Coppa del Mondo
- Miglior piazzamento in classifica generale: 114º nel 2010

### Coppa Europa
- Miglior piazzamento in classifica generale: 2º nel 2010
- 5 podi:
  - 1 vittoria
  - 3 secondi posti
  - 1 terzo posto

#### Coppa Europa - vittorie
| Data         | Località | Paese   | Specialità |
| ------------ | -------- | ------- | ---------- |
| 7 marzo 2010 | Platak   | Croazia | SL         |

Legenda:

SL = slalom speciale